# Nomenclatura estadística de actividades económicas de la Comunidad Europea
La Nomenclatura estadística de actividades económicas de la Comunidad Europea (NACE) es el sistema de clasificación de las actividades económicas usado en la Unión Europea. Tiene como base la CIIU Rev.3 (Clasificación Industrial Internacional Uniforme de todas las actividades económicas) de las Naciones Unidas.
Sirve para la organización y el registro de datos en el marco del Eurostat, la base de datos estadísticos comunitaria, así como para las estadísticas oficiales de cada Estado miembro. 

## Estructura
Esta clasificación se basa en unidades estadísticas que corresponden a una actividad económica específica (o a un grupo de actividades similares), que conforman un grupo económico, es decir una industria o sector económico. 
NACE Rev. 2 está estructurada en 21 secciones, que a su vez se dividen en divisiones, éstas en grupos y éstos en clases que representan todas y cada una de las actividades económicas actuales. La cantidad de cada categoría, así como su tipo de código es la siguiente:
- 21 secciones – código de letra
- 88 divisiones – dos cifras
- 272 grupos – tercera cifra
- 629 clases – cuarta cifra

Cada actividad o grupo de actividades recibe un código numérico de cuatro cifras. Por ejemplo, una empresa que se dedica a la publicación de noticias en Internet recibe la siguiente clasificación:
Sección J – Información y comunicaciones
63 Servicios de información
63.1 Proceso de datos, hosting y actividades relacionadas; portales web
63.12 Portales web
así como:
58 Edición
58.1 Edición de libros, periódicos y otras actividades editoriales
58.13 Edición de periódicos

### Lista NACE Rev. 2
La tabla siguiente muestra las divisiones de cada una de las 21 secciones de la NACE Rev. 2
| Código | División                                                                                                   |
| --- | --- |
| Sección A – Agricultura, ganadería, silvicultura y pesca | |
| 01 | Agricultura, ganadería, caza y servicios relacionados con las mismas                                       |
| 02 | Silvicultura y explotación forestal                                                                        |
| 03 | Pesca y acuicultura                                                                                        |
| Sección B – Industrias extractivas | |
| 05 | Extracción de antracita, hulla y lignito                                                                   |
| 06 | Extracción de crudo de petróleo y gas natural                                                              |
| 07 | Extracción de minerales metálicos                                                                          |
| 08 | Otras industrias extractivas                                                                               |
| 09 | Actividades de apoyo a las industrias extractivas                                                          |
| Sección C – Industria manufacturera | |
| 10 | Industria de la alimentación                                                                               |
| 11 | Fabricación de bebidas                                                                                     |
| 12 | Industria del tabaco                                                                                       |
| 13 | Industria textil                                                                                           |
| 14 | Confección de prendas de vestir                                                                            |
| 15 | Industria del cuero y del calzado                                                                          |
| 16 | Industria de la madera y del corcho; cestería y espartería                                                 |
| 17 | Industria del papel                                                                                        |
| 18 | Artes gráficas y reproducción de soportes grabados                                                         |
| 19 | Coquerías y refino de petróleo                                                                             |
| 20 | Industria química                                                                                          |
| 21 | Fabricación de productos farmacéuticos                                                                     |
| 22 | Fabricación de productos de caucho y plásticos                                                             |
| 23 | Fabricación de otros productos minerales no metálicos                                                      |
| 24 | Metalurgia; fabricación de productos de hierro, acero y ferroaleaciones                                    |
| 25 | Fabricación de productos metálicos, excepto maquinaria y equipo                                            |
| 26 | Fabricación de productos informáticos, electrónicos y ópticos                                              |
| 27 | Fabricación de material y equipo eléctrico                                                                 |
| 28 | Fabricación de maquinaria y equipo                                                                         |
| 29 | Fabricación de vehículos de motor, remolques y semirremolques                                              |
| 30 | Fabricación de otro material de transporte                                                                 |
| 31 | Fabricación de muebles                                                                                     |
| 32 | Otras industrias manufactureras                                                                            |
| 33 | Reparación e instalación de maquinaria y equipo                                                            |
| Sección D – Suministro de energía eléctrica, gas, vapor y aire acondicionado                                                                                     | |
| 35 | Suministro de energía eléctrica, gas, vapor y aire acondicionado                                           |
| Sección E – Suministro de agua, actividades de saneamiento, gestión de residuos y descontaminación                                                               | |
| 36 | Captación, depuración y distribución de agua                                                               |
| 37 | Recogida y tratamiento de aguas residuales                                                                 |
| 38 | Recogida, tratamiento y eliminación de residuos; valorización                                              |
| 39 | Actividades de descontaminación y otros servicios de gestión de residuos                                   |
| Sección F – Construcción | |
| 41 | Construcción de edificios                                                                                  |
| 42 | Ingeniería civil                                                                                           |
| 43 | Actividades de construcción especializada                                                                  |
| Sección G – Comercio al por mayor y al por menor; reparación de vehículos de motor y motocicletas                                                                | |
| 45 | Venta y reparación de vehículos de motor y motocicletas                                                    |
| 46 | Comercio al por mayor e intermediarios del comercio, excepto de vehículos de motor y motocicletas          |
| 47 | Comercio al por menor, excepto de vehículos de motor y motocicletas                                        |
| Sección H – Transporte y almacenamiento | |
| 49 | Transporte terrestre y por tubería                                                                         |
| 50 | Transporte marítimo y por vías navegables interiores                                                       |
| 51 | Transporte aéreo                                                                                           |
| 52 | Almacenamiento y actividades anexas al transporte                                                          |
| 53 | Actividades postales y de correos                                                                          |
| Sección I – Hostelería | |
| 55 | Servicios de alojamiento                                                                                   |
| 56 | Servicios de comidas y bebidas                                                                             |
| Sección J – Información y comunicaciones | |
| 58 | Edición |
| 59 | Actividades cinematográficas, de vídeo y de programas de televisión, grabación de sonido y edición musical |
| 60 | Actividades de programación y emisión de radio y televisión                                                |
| 61 | Telecomunicaciones                                                                                         |
| 62 | Programación, consultoría y otras actividades relacionadas con la informática                              |
| 63 | Servicios de información                                                                                   |
| Sección K – Actividades financieras y de seguros | |
| 64 | Servicios financieros, excepto seguros y fondos de pensiones                                               |
| 65 | Seguros, reaseguros y fondos de pensiones                                                                  |
| 66 | Actividades auxiliares a los servicios financieros y a los seguros                                         |
| Sección L – Actividades inmobiliarias | |
| 68 | Actividades inmobiliarias                                                                                  |
| Sección M – Actividades profesionales, científicas y técnicas | |
| 69 | Actividades jurídicas y de contabilidad                                                                    |
| 70 | Actividades de las sedes centrales; actividades de consultoría de gestión empresarial                      |
| 71 | Servicios técnicos de arquitectura e ingeniería; ensayos y análisis técnicos                               |
| 72 | Investigación y desarrollo                                                                                 |
| 73 | Publicidad y estudios de mercado                                                                           |
| 74 | Otras actividades profesionales, científicas y técnicas                                                    |
| 75 | Actividades veterinarias                                                                                   |
| Sección N – Actividades administrativas y servicios auxiliares                                                                                                   | |
| 77 | Actividades de alquiler                                                                                    |
| 78 | Actividades relacionadas con el empleo                                                                     |
| 79 | Actividades de agencias de viajes, operadores turísticos, servicios de reservas y actividades relacionadas |
| 80 | Actividades de seguridad e investigación                                                                   |
| 81 | Servicios a edificios y actividades de jardinería                                                          |
| 82 | Actividades administrativas de oficina y otras actividades auxiliares a las empresas                       |
| Sección O – Administración pública y defensa; Seguridad Social obligatoria                                                                                       | |
| 84 | Administración Pública y defensa; Seguridad Social obligatoria                                             |
| Sección P – Educación | |
| 85 | Educación                                                                                                  |
| Sección Q – Actividades sanitarias y de servicios sociales | |
| 86 | Actividades sanitarias                                                                                     |
| 87 | Asistencia en establecimientos residenciales                                                               |
| 88 | Actividades de servicios sociales sin alojamiento                                                          |
| Sección R – Actividades artísticas, recreativas y de entretenimiento                                                                                             | |
| 90 | Actividades de creación, artísticas y espectáculos                                                         |
| 91 | Actividades de bibliotecas, archivos, museos y otras actividades culturales                                |
| 92 | Actividades de juegos de azar y apuestas                                                                   |
| 93 | Actividades deportivas, recreativas y de entretenimiento                                                   |
| Sección S – Otros servicios | |
| 94 | Actividades asociativas                                                                                    |
| 95 | Reparación de ordenadores, efectos personales y artículos de uso doméstico                                 |
| 96 | Otros servicios personales                                                                                 |
| Sección T – Actividades de los hogares como empleadores de personal doméstico; actividades de los hogares como productores de bienes y servicios para uso propio | |
| 97 | Actividades de los hogares como empleadores de personal doméstico                                          |
| 98 | Actividades de los hogares como productores de bienes y servicios para uso propio                          |
| Sección U – Organismos extraterritoriales | |
| 99 | Actividades de organizaciones y organismos extraterritoriales                                              |

## Adaptaciones

### España (CNAE)
La   Clasificación Nacional de Actividades Económicas (CNAE)-2009,  resultante del proceso internacional de revisión denominado Operación 2007, ha sido elaborada según las condiciones recogidas en la Nomenclatura estadística de actividades económicas de la Comunidad Europea (NACE) Rev.2.

### Francia  (NAF)
En Francia se usa la nomenclature des activités françaises (abreviada como código NAF).

### Italia (ATECO)
En Italia se utiliza la classificazione delle attività economiche ATECO (ATtività ECOnomiche).